# Namalycastis ouanaryensis
Namalycastis ouanaryensis är en ringmaskart som först beskrevs av Gravier 1901.  Namalycastis ouanaryensis ingår i släktet Namalycastis och familjen Nereididae. Inga underarter finns listade i Catalogue of Life.